# Otto Wamboldt
Otto Christian Wamboldt (* 29. Mai 1884 in Darmstadt; † 1. April 1945 bei Tauberzell) war ein deutscher Politiker (NSDAP) und zur Zeit des Nationalsozialismus Oberbürgermeister von Darmstadt.

## Leben
Wamboldt war der Sohn des Spenglermeisters Christian Wamboldt (1852–1933) und seiner Frau Elisabeth geb. Noll. Wamboldt trat 1901 in den Postdienst ein und war bis 1907 in verschiedenen Postämtern in Hessen tätig. Ab 1908 war er bei der Oberpostdirektion Dortmund tätig. 1912 wechselte er als Oberpostinspektor in die Frankfurter Postverwaltung. In diesem Jahr heiratete er Ottilie Giersieper (1887–1945).
Er trat 1926 der NSDAP bei und war Gaufunkwart im Gaugebiet Hessen-Nassau-Süd. Von 1932 bis 1934 war er ehrenamtlicher Stadtrat in Frankfurt am Main. Vom 27. Januar 1934 war er zunächst kommissarischer und ab März 1934 bis zum März 1945 war er Oberbürgermeister von Darmstadt und in Personalunion von 1935 bis 1937 Kreisleiter.
In seine Amtszeit fallen die Erhebung Darmstadts zur kreisfreien Stadt und auch die Erweiterung zur Großstadt als Folge der Eingemeindung von Arheilgen und Eberstadt.
Wamboldt war Vorsitzender des Verwaltungsrates der Sparkasse Darmstadt, Vorsitzender des Aufsichtsrates der Hessischen Elektrizitäts-AG und Vorsitzender des Verwaltungsrates der Darmstädter Flughafen AG.
Vor dem Einmarsch der US-Armee in Darmstadt setzte sich Wamboldt mit seiner Frau im März 1945 aus der Stadt ab und beging danach mit ihr bei Tauberzell Suizid. Sein Todesdatum wurde auf den 1. April 1945 festgesetzt.